# 페리 포르셰

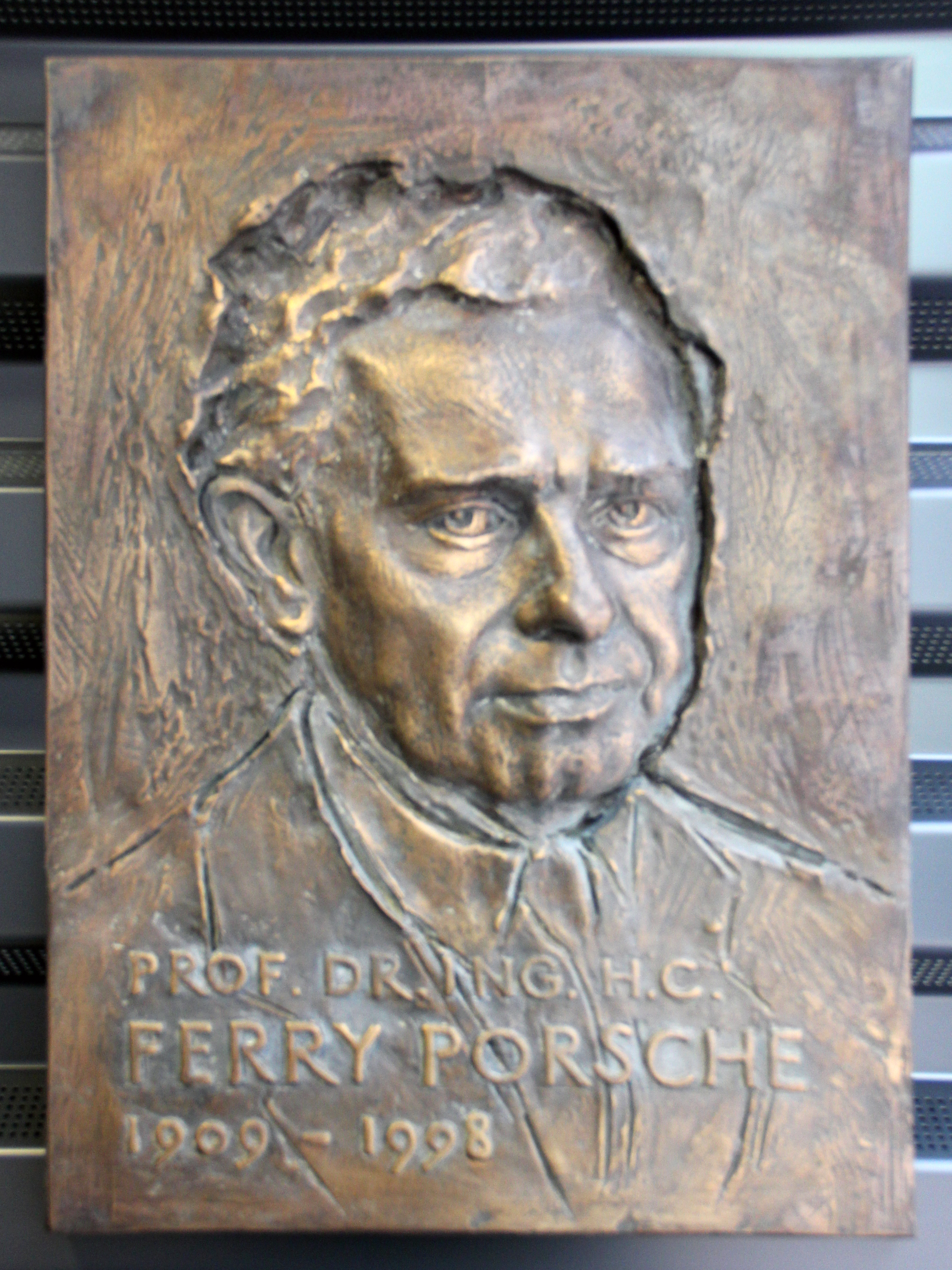

페리 포르셰(Ferry Porsche, 1909년 9월 19일 ~ 1998년 3월 27일)는 기술적인 자동차 디자이너이며 자동차 사업가이다. 그의 실제 이름은 페르디난드 안톤 에른스트 포르셰(Ferdinand Anton Ernst Porsche)이다. 그는 독일의 슈투트가르트(Stuttgart)에 있는 포르쉐 AG(Porsche AG)를 운영했다.

## 생애
그는 페르디난트 포르셰 공학박사의 아들로 태어났다. 그의 아버지 또한 유명한 자동차 공학자이고 폭스바겐과 포르쉐의 창립자이다. 페리 포르셰는 어렸을 적부터 자연스럽게 그의 아버지로부터 기계 공학에 대하여 배우게 되었다.
1931년에는 그의 아버지와 함께 슈투트가르트(Stuttgart)에서 자동차 설계 사무소를 설립한다. 그리고 페리와 그의 아버지 페르디난트는 히틀러의 부름에 의해 나라를 위해 함께 일을 한다. 1933년 3월 히틀러는 페르디난트를 베를린에 불러 국민차 계획을 그에게 들려 주고 설계를 의뢰했다. 국민차 계획(Volkswagen)의 요지는 연료 효율성, 안전성, 간편한 사용법, 편리하고 경제적인 정비성과 부품 조달의 용이성 등을 갖추고 독일 국민들을 위한 차를 만들겠다는 계획이었다. 페르디난트 포르셰와 페리 포르셰가 포함된 그의 팀은 3년의 연구 끝에 리어 엔진 기반으로 카데에프라는 이름을 가진 차를 만들었고, 이 차는 후에 미국으로 수출되면서 딱정벌레를 닮아 폭스바겐 비틀(Beetle)이라는 이름이 생기게 되었다.
2차 세계 대전이 끝난 1945년 말 그의 아버지 페르디난트가 프랑스 정부에 의해 전범으로 체포되어 감옥에 20개월 간 수감되어 있었다. 그래서 페리 포르셰는 혼자 회사를 운영해 나가게 되었고 그는 이 때부터 스포츠카를 설계하기 시작하였다. 1948년 그는 아버지가 설계한 폭스바겐 비틀의 차체와 부품을 활용해 포르쉐 356을 제작하였고 그때부터 포르쉐는 세계적인 고급 스포츠카 회사로서 이름을 알리게 된다.